# Josef Huggenberger
Josef Huggenberger (* 5. Februar 1865 in Weilheim in Oberbayern; † 27. Mai 1945) war ein deutscher Archivar.

## Leben
Huggenberger studierte Jura in München und arbeitete ab 1887 im Reichsarchiv München. Es folgten Beförderungen zum Kreisarchivsekretär (1891), zum Reichsarchivassessor (1891) und zum Reichsarchivrat (1903). Schließlich wurde er zum Archivdirektor sowie zum Geheimrat ernannt.
Seit dem Studium war er Mitglied der Studentenverbindung Akademischer Gesangverein München im SV.

## Schriften (Auswahl)
- Vaterland! Gedichte. München 1914.
- Deutschland erwache! Gedicht. München 1925.
- Zur Geschichte des französischen Kriegsgerichtes zu Braunau (25. Aug. 1806). München 1928.
- Von der Wasserweid. Lyrische Bilder und Sprüche aus dem Anglerleben. München 1929.